# Pseudomegarcys
Pseudomegarcys is een geslacht van steenvliegen uit de familie Perlodidae. De wetenschappelijke naam van het geslacht is voor het eerst geldig gepubliceerd in 1946 door Kohno.

## Soorten
Pseudomegarcys omvat de volgende soorten:
- Pseudomegarcys japonica Kohno, 1946